# International Affairs
International Affairs (ISSN 1468-2346) ist eine zweimonatlich erscheinende, 1922 als Journal of the British Institute of International Affairs gegründete britische Fachpublikation für Außenpolitik und Internationale Politik. Autoren sind renommierte Wissenschaftler, Politiker und Publizisten aus Großbritannien und anderen Ländern.
Wie die Zeitschriften Foreign Affairs (hrsg. im Auftrag des Council on Foreign Relations), Politique étrangère (hrsg. vom „Institut français des relations internationales“) und Internationale Politik (hrsg. von der Deutschen Gesellschaft für Auswärtige Politik) erscheint auch „International Affairs“ unter dem Dach einer nationalen Organisation für Außenpolitik, nämlich des Chatham House.